# Trienopa flavida
Trienopa flavida är en insektsart som beskrevs av Victor Antoine Signoret 1860. Trienopa flavida ingår i släktet Trienopa och familjen sköldstritar. Inga underarter finns listade i Catalogue of Life.